# Syntrichia serrulata
Syntrichia serrulata là một loài Rêu trong họ Pottiaceae. Loài này được (Hook. & Grev.) Cano mô tả khoa học đầu tiên năm 2008.